# Jan z Łobdowa
Jan z Łobdowa (również Jan Łobdowczyk lub Jan z Torunia; niem. Johannes Lobedau; łac. Jan Pruthenus lub Lobedanus; ur. ok. 1215 w Łobdowie, zm. 9 października 1264 w Chełmnie) – duchowny, prezbiter, franciszkanin konwentualny, doktor teologii, mistyk, kaznodzieja, zwany błogosławionym oraz patron flisaków i żeglarzy.

## Życiorys
Nieznana jest data jego urodzin. Można przyjąć, że miało to miejsce na początku XIII wieku, około 1215, na podstawie średniowiecznych przekazów, mówiących, że zmarł mając około 40–50 lat. Ponieważ nadano mu przydomek z Łobdowa lub Łobdowczyk, przyjęto na podstawie średniowiecznej tradycji, że urodził się w Łobdowie, miejscowości położonej obecnie w powiecie wąbrzeskim, w gminie Dębowa Łąka, w rodzinie mieszczańskiej. Niewykluczone jest również to, że przydomek ten może nawiązywać do jego nazwiska rodowego. Średniowieczny jego biograf, jezuita o. Fryderyk Szembek SJ, pisał w XVII wieku o nim, jako o franciszkaninie Janie z Torunia, stąd przypuszczenie, że mógł on pochodzić z Torunia, ale nie ma na to przekonujących dowodów i jest to mało prawdopodobne. Inne źródła twierdzą, że pochodził z Niemiec. Niewykluczona jest również hipoteza, że był potomkiem kolonizatorów niemieckich, którzy przybyli pod Brodnicę w ramach szerokiej akcji osadniczej określanej jako (niem. Ostkolonisation). 
Faktem udokumentowanym jest natomiast to, że wstąpił on do zakonu franciszkanów konwentualnych, do klasztoru w Toruniu (prowincji polsko-czeskiej), gdzie do dziś istnieje pofranciszkański kościół pw. Wniebowzięcia Najświętszej Maryi Panny, który zachował w znacznej mierze swój pierwotny wygląd charakterystyczny dla franciszkanów: brak wieży, wysoka nawa główna i prezbiterium oraz krużganki. Należał on najprawdopodobniej do grona pierwszych franciszkanów tego klasztoru, który został założony w 1239. Nie wiadomo jak długo w nim przebywał. Z pewną dozą prawdopodobieństwa, można założyć, że przeszedł w nim wszystkie etapy formacji zakonnej, przyjmując święcenia prezbiteratu. Być może pełnił później jakieś funkcje, być może był kaznodzieją. 
Na przełomie 1257 i 1258 został przeniesiony do nowo fundowanego klasztoru franciszkanów w Chełmnie, przy kościele św. Jakuba i św. Mikołaja, gdzie pełnił funkcje lektora teologii. Niektóre opracowania sugerują, że doszedł nawet do tytułu doktora teologii, na podstawie przekazów ikonograficznych jakie po nim pozostały. 
Tradycja podaje, że był on spowiednikiem oraz kierownikiem duchowym bł. Juty z Chełmży (Juty z Sangerhausen). Poświęcał on wiele czasu na modlitwę, miał szczególne nabożeństwo do Matki Bożej oraz Dzieciątka Jezus. Obdarzony był również darem wizji duchowych (ekstazy), bowiem już za jego życia miały się dokonywać za jego przyczyną nadzwyczajne wydarzenia. Fryderyk Szembek SJ tak opisał jego wizje:

Przyjemne było Panu takie nabożeństwo Janowe i chcąc mu to oświadczyć pokazał się jemu kilkakroć w takiej postaci małej na ręce Matki swej przeczystej. Podczas którego widzenia słuchali zakonnicy inni bracia, przez drzwi celi Janowej, rozmowy z niem błogosławionej tejże Panny i głos białogłowski znając, dziwowali się coby to było. Jednak dla jego świętobliwości perswadować sobie nie mogli, aby tam białogłowa być miała. (...) Gdy bowiem czasu jednego, nie tylko głos białogłowski, ale też płacz dziecieński, jawnie w celi jego zawartej, usłyszeli ciże zakonnicy (...) już o nim rozumiejąc, do niego we drzwi mocno zakołatali, a gdy otworzyć nie chciał, gwałtem dobyli. Ale wszędy z podziwieniem swym wielkim nic nie naleźli, jeno wielki, jakoby rzezawny obraz Ukrzyżowanego Zbawiciela, na którym tak było miekkie ciało jako u prawdziwego człowieka. Tak zapytany Jan od starszego, aby szczerze odpowiedział jak było, posłuszeństwem przyciśniony zeznał, że się Jemu Pan w osobie małego Dzieciątka (...) z matką Jego piastującą pokazał.

Zmarł w klasztorze w Chełmnie, prawdopodobnie 9 października 1264 (podaje się również datę 21 czerwca 1271). Został początkowo pochowany w podziemiach chełmińskiej świątyni klasztornej. 10 lutego 1688 gwardian klasztoru o. Antoni Łuczyński OFMConv. przeniósł jego doczesne szczątki do grobowca umieszczonego w ścianie obok wielkiego ołtarza, do zakratowanej niszy. Kolejne przeniesienie jego relikwii odbyło się 1 maja 1948 z polecenia biskupa chełmińskiego Kazimierza Kowalskiego, kiedy to umieszczono je w ołtarzu św. Wincentego à Paulo w kościele klasztornym św. Jana Chrzciciela i św. Jana Ewangelisty w Chełmnie, nad którym pieczę sprawują Siostry Miłosierdzia (potocznie zwane szarytkami). Następnie 24 czerwca 2015, po mszy świętej sprawowanej o godz. 18:00 przez biskupa toruńskiego Andrzeja Suskiego odbyło się uroczyste złożenie jego szczątków (kości) przeniesionych z kościoła Sióstr Miłosierdzia w Chełmży do Kaplicy Szyperskiej (św. Barbary) w katedrze św. Jana Chrzciciela i św. Jana Ewangelisty w Toruniu.

## Proces beatyfikacji
Pamięć o jego świątobliwym życiu podtrzymywali przez tradycje przede wszystkim franciszkanie, szczególnie w klasztorze w Chełmnie, do jego kasaty przez władze pruskie w 1806. Z przekazów XV-wiecznych można przeczytać:

W Prusach brat Jan Łobdowczyk, lektor chełmiński, jaśnieje licznymi cudami po śmierci.

Ważną rolę w propagowaniu jego kultu odegrali flisacy i żeglarze. W XVI wieku, po opuszczeniu kościoła i klasztoru przez franciszkanów doszło do profanacji krypt zakonnych (rozbito m.in. trumnę z jego szczątkami). Podkanclerzy koronny biskup Jakub Zadzik nakazał następnie 25 września 1627 otworzenie jego grobu. W wydarzeniu tym uczestniczył między innymi o. Fryderyk Szembek SJ.
Otwarcie grobu było przyczyną ożywienia kultu jego postaci, nie tylko w środowisku franciszkanów, ale także pośród biskupów chełmińskich. Dalszym rozwojem jego kultu zainteresowany był biskup chełmiński i pomezański Jan Lipski (od 1639 arcybiskup gnieźnieński i prymas Polski). On to za zgodą papieża Urbana VIII wydał 30 listopada 1638 dekret zezwalający na jego kult publiczny. Od tego roku, corocznie 9 października, w przyjętym dniu jego śmierci, miano sprawować wotywną mszę świętą do Trójcy Świętej. 
Formalne starania o zatwierdzenie jego kultu przez Stolicę Apostolską nie zakończyły się pomyślnie. Kolejne starania o wyniesienie go na ołtarze podjął biskup chełmiński Wojciech Stanisław Leski. W 1751 nakazał on wystawić na widok publiczny jego relikwie oraz zadbać o wpisanie do ksiąg znajdujących się w konwencie informacji o uzdrowieniach oraz łaskach otrzymanych za jego przyczyną. W 1755 z myślą o jego beatyfikacji, biskup dokonał kanonicznego rozpoznania (rewizji) jego relikwii. Kolejne działania zmierzające do beatyfikacji podjął w latach 1771–1780 prokurator zakonu franciszkanów do spraw beatyfikacyjnych o. Pankracy Kalitowicz OFMConv., ale i one zakończyły się niepowodzeniem.
W 1880 ks. Jakub Fankidejski opisał miejsca słynące kultem religijnym w diecezji chełmińskiej, pisząc o nim następujące słowa: 

Obecnie odprawia się w kościele pofranciszkańskim nabożeństwo gimnazjalne, ale o błog. Janie nikt nie wie. Nawet imię tego Świętego, jako się zdaje, zupełnie jest zapomniane w Chełmnie.

Można przyjąć, że jego proces beatyfikacyjny nie został nigdy zakończony, dlatego nazywa go się błogosławionym. Kiedy w 1987 postulator generalny ks. Jerzy Mrówczyński CR, wydał książkę pt. Polscy kandydaci do chwały ołtarzy, umieścił w niej pośród 113 osób oczekujących na beatyfikację także o. Jana Łobdowczyka OFMConv.

## Upamiętnienie
Biskup Jan Lipski ufundował w kościele franciszkańskim ołtarz z jego wizerunkiem, którego autorem jest Jan Hak z Chojnic. Obraz ten został przyozdobiony herbem biskupim oraz łacińską inskrypcją: 

D. Joanni Thorun. Minoritae praesulis optimi Joannis Lipski pietate in honoribus restaurandis redivivo S.P.Q.C. suo tutelari antiquo gratulatur; D. Joanni Prutheno ordinis Minorum antiquos honores a perfidis profanatos pie restituens Johannes Lipski Culmensis et Pomesaniae antistes eius patricinio se suasque oves indignus supplex comendat.

Na jego cześć powstał też specjalny hymn w języku staropolskim:

Ozdobo znaczna kraju chełmińskiego 

Perła kosztowna miasta toruńskiego 

(...) 

Cne Chełmno nauką i życiem Twym wsławił 

Boj Twój skończywszy ciałoś tam zostawił 

Do twego grobu lud wszystek się spieszył 

Bo luby słynącz wieluś w smutkach cieszył 

Tegosz i czasów naszych nie przestawał 

Prosim, lecz zwykłej pomocy dodawał 

Twoim Chełmianom i wszem Prusom z niemi 

Którzy się szczycą zasługami twemi.

W ikonografii przedstawiany jest on w habicie franciszkańskim, przede wszystkim z płonącą świecą (pochodnią) w ręku, czasami także z księgą. Jego wizerunki pochodzące z XVIII wieku znajdują się w zakrystii kościoła franciszkanów pw. św. Antoniego w Łodzi-Łagiewnikach oraz od 2011 w Muzeum Ziemi Chełmińskiej w Chełmnie. Jeden z jego wizerunków znajduje się też w jego rodzinnej miejscowości Łobdowie. Ponadto jego wizerunek jest też w kaplicy biskupiej w Pelplinie. W 2015 po przekazaniu jego relikwii do katedry toruńskiej umieszczono w niej również jego wizerunek autorstwa Ewy Miki-Tomczuk.
W kaplicy koszalińskiego klasztoru franciszkanów, dzięki o. Piotrowi Mielczarkowi OFMConv. wbudowano witraż z podobizną o. Jana Łobdowczyka OFMConv. 
W 1610, kiedy do Chełmna przybyli flisacy protestanccy, którzy twierdzili, że ukazał się im o. Jan Łobdowczyk OFMConv. i polecił odbyć pielgrzymkę do swego grobu, stał się on później (początek XVII wieku) ich patronem, jak również i żeglarzy. Ponadto od 20 czerwca 1992 jest on patronem Klubu Turystów Wodnych w Chełmnie.